# محمد علي التاجر

الشيخ محمد علي التاجر

هو محمد علي بن أحمد بن عباس (التاجر) بن علي بن الشيخ إبراهيم ابن محمد بن حسين بن عبد الرحيم بن الشيخ حم آل نشرة الماحوزي. أديب ومؤرخ ومحقق بحراني. ينتمي إلى أسرة (التاجر) إحدى أسر المنامة العلمية، فمن أعلام هذه الأسرة: جدهُ الشيخ إبراهيم آل نشرة، وأخوه الشيخ سلمان التاجر، وابن اخيه الأستاذ عبد الرسول بن الشيخ سلمان التاجر.

## حياته
تنقل الشيخ محمد علي التاجر مع والده في صباه بين البحرين والهند، فوالده كان من تجار اللؤلؤ. درس الشيخ في البحرين كما تروي بعض المصادر عند المعلم (طربوش) وهو خطاط وكاتب، ودرس كذلك لدى (خديجة بنت نصر العصفور)، وهي والدة التاجر البحراني منصور العريض، حيث تعلم لديها مبادئ الحساب والقراءة والقرآن... ويقال انه درس في مدرسة العجم في الهند أثناء رحلاته مع والده لتجارة اللؤلؤ.
وعندما عم الكساد أسواق الخليج استقر الشيخ في البحرين وتعامل في العقارات والاراضي الزراعية هو وأخاه محسن، وكان الأخوين يعتبران من هواة الأدب ومن هنا جاء اهتمامهما الكبير بالكتب والمكتبات، فقد كان الشيخ نهما للقراءة وكانت مكتبتة في سوق البحرين تكتظ بالكتب القديمة والمخطوطات النادرة، كانت القراءة هي شغله الشاغل، في النهار في مكتبته وفي الليل في منزله حتى كل بصره في اواخر ايامه.

## نشاطاته

التاجر في مكتبته في سوق باب البحرين

إنشاء مكتبة عامة أطلق عليها (مكتبة إقبال أوال)، وقد شاركه في انشائها ثلة من المثقفين، وذلك في عام 1913م.
إنشاء مكتبة خاصة به في سوق (المنامة)، ولم تكن تلك المكتبة بعيدة عن سووق الطواويش بل كانت تقع في ركن منه، والتجأ إليها طواويش اللؤلؤ يتداولون أخبار الأدب والثقافة بعدما كسدت تجارة اللؤلؤ. وقد اشتملت على مخطوطات وكتب ووثائق نادرة لها أهميتها في تاريخ المنطقة، كما كانت منتدى ثقافيا للعلماء والمهتمين بالفكر والأدب. وقد بيعت هذه المكتبة الثمينة في المزاد العلني بعد وفاته، واستنقذ بعضها بعض المهتمين بتراث المنطقة.
عندما أسست المدرسة الجعفرية عام 1946 م تم تشكيل مجلس إداري كان محمدعلي بن أحمد التاجر أحد أفراده وكان أيضا من المؤسسين لدائرة الأوقاف الجعفرية ودائرة أموال القاصرين ومن المساهمين في بناء مدرسة الهداية الخليفية.

## مؤلفاته
- منتظم الدرين في أعيان الأحساء والقطيف والبحرين

قامت مؤسسة طيبة لإحياء التراث بقم بطباعة الكتاب في بيروت في ثلاثة أجزاء عام 1430 هـ، حيث قام ضياء بدر آل سنبل بتحقيقه. وقد ذكر هذا الكتاب آقا بزرك الطهراني في ذريعته مع تصحيف في اسمه إلى (منتظم الدرر)، حيث قال (منتظم الدرر: للشيخ محمد علي التاجر البحراني، المعاصر، ساكن المنامة. فيه تراجم أعيان العلماء وغيرهم من السنة والشيعة، وغيرهم من القطيف والأحساء، في أربعة مجلدات).
- عقد اللآل في تاريخ أوال

يتناول فيه المؤلف تاريخ البحرين في عصورها المختلفة، وقد قامت مؤسسة الايام للطباعة والصحافة والنشر بطباعة هذا الكتاب في البحرين عام 1994م، وهو من اعداد وتقديم إبراهيم بشمي.

## ديوان شعره
له ديوان شعر طبع في البحرين بتحقيق الشيخ إسماعيل الكلداري سنة 2016م

## وفاته
توفي عصر يوم الخميس التاسع عشر من شهر رمضان سنة 1387 هـ، الموافق 21 ديسمبر 1967 م، ودفن في المقبرة الكبيرة المعروفة بـ (مقبرة الحورة).